# Le Vingtième Siècle
Le Vingtième Siècle ou Le XXe Siècle (O Século Vinte) foi um jornal belga publicado entre 1895 e 1940. O seu suplemento, Le Petit Vingtième (O Pequeno Vigésimo) é conhecido como a primeira publicação a incluir As Aventuras de Tintim.
O jornal de natureza conservadora e Católica, foi fundado por Georges Helleputte, Joseph d’Ursel, e Athanase de Broqueville (irmão do primeiro-ministro belga Charles de Broqueville). A sua primeira edição foi publicada em 6 de Junho de 1895, mas não obteve grande sucesso, sendo mantido por Charles de Broqueville e outros aristocratas belgas.
Em 1914, Fernand Neuray tomou posse como editor-chefe, afastando-o da ideologia Católica, e tentando posicioná-lo como jornal nacional. Fechou em 1940 quando a Alemanha Nazi invadiu a Bélgica.